# Rulment
Rulmentul este un element mecanic ce constrânge mișcarea relativă într-o anumită mișcare dorită și reduce frecarea între elementele mobile⁠(d). Construcția rulmentului poate, de exemplu, furniza mișcare liniara liberă a elementului mobil sau rotație liberă în jurul unei axe fixe⁠(d); sau, poate preveni o mișcare controlând vectorii forței normale ce apasă pe elementele mobile. Mulți rulmenți de asemenea, facilitează mișcarea dorită cât se poate de mult, prin minimizarea fricțiunii. Rulmenții au o clasificare vastă, în concordanță cu tipul de activitate, mișcările permise sau cu direcțiile încărcăturilor (forțelor) aplicate elementelor.
Termenul englez bearing („rulment”) este derivat din verbul "to bear" (a suporta/susține); un rulment fiind acel element mecanic ce permite unei componente să o susțină (suporte) pe o alta. Cei mai simpli rulmenți sunt suprafețe de sprijin⁠(d), tăiați sau formați dintr-o bucată, cu grad de control variat raportat la formă, dimensiune, duritate și locație a suprafeței. Alți rulmenți sunt dispozitive separate instalate pe o mașinărie sau pe un element mecanic. Cei mai sofisticați rulmenți pentru cele mai solicitante aplicații sunt dispozitive foarte precise; manufactura lor necesită standarde dintre cele mai înalte ale tehnologiei contemporane.

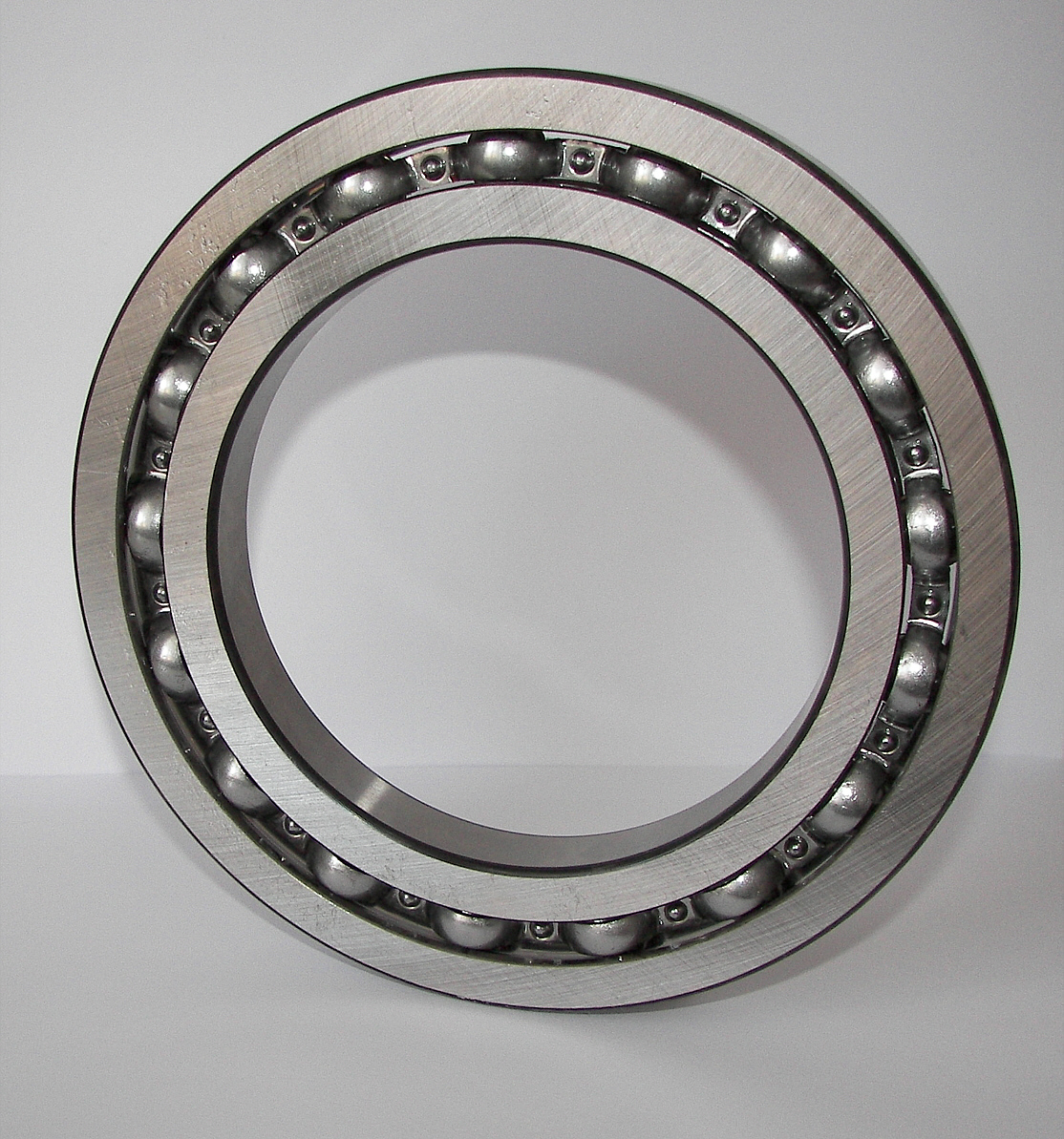
Rulment

## Istorie

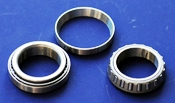
Rulment cu role conice

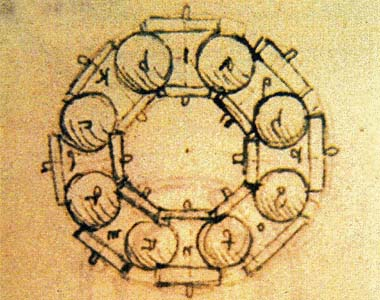
Schita a lui Leonardo da Vinci (1452-1519) Studierea unui rulment

Invenția rulmentului cu rostogolire, sub formă de role din lemn ce au rol de suport pentru un obiect în mișcare, a fost realizată încă din Antichitate și este posibil ca aceasta să preceadă invenția roții.
Deși este des susținut faptul că egiptenii foloseau rulmenți de lemn sub formă de trunchiuri de copac⁠(d) sub ălaci, aceasta este o speculație a erei moderne . Acestea sunt reprezentate în propriile schițe în mormântul lui Djehutihotep⁠(d)  ca blocuri masive mobile de piatră pe sănii cu șine lubrifiate cu lichid, care constituie practic un rulment simplu⁠(d). Există, de asemenea, desene egiptene ale rulmenților folosiți cu bormașini.
Cel mai timpuriu exemplu de rulment pe rostogolire recuperat este un rulment cu bilă de lemn ce susține o masă rotativă găsită în rămășițele corăbiilor Nemi⁠(d) ale romanilor găsite în Lacul Nemi⁠(d), Italia. Epavele au fost datate 40 î. Hr.
Leonardo da Vinci a încorporat schițe ale rulmenților cu bilă din designul sau pentru un elicopter în jurul anului 1500. Acesta este înregistrat ca primul uz de rulment în designul aerospațial. Cu toate acestea, Agostino Ramelli este primul care a publicat schițe ale tamburului și rulmenților axiali. Un inconvenient al rulmenților cu bilă sau tambur este că bilele sau tamburii prezintă fricțiune între ele, cauzând fricțiune suplimentară ce poate fi prevenită prin închiderea bilelor sau a tamburilor în carcasă. Rulmentul cu bile încastrate a fost descris inițial de către Galileo în secolul al XVII-lea.
Primii rulmenți cu tambur au fost inventați la jumătatea anilor 1740 de către orologeristul⁠(d) John Harrison pentru ceasornicul naval H3 al acestuia. Acesta folosește rulmentul pentru o mișcare oscilatorie foarte limitată, dar Harrison a folosit un rulment asemănător într-un sens cu adevărat rotativ, într-un ceas regulator contemporan.

### Era industrială
Prima patentare înregistrată a rulmenților cu bilă a fost acordată lui Philip Vaughan⁠(d), un inventator Britanic și de asemenea fierar⁠(d) care a creat primul design al unui rulment cu bilă în Carmarthen⁠(d) în 1794. Designul acestuia a fost primul modernizat, cu bila rotindu-se de-a lungul șanțului arborelui.
Rulmenții au jucat rol de pivot în nașterea Revoluției industriale, permițând noilor mașinării industriale să opereze eficient. De exemplu, au găsit folosința pentru roată și osie, pentru a reduce fricțiunea rezultată la tractarea unui obiect, reducând fricțiunea la distanțe mai mici pe măsură ce roata se învârtea.
Acest prim element simplu, rulmentul prin rulare, era făurit din lemn imediat urmat de către bronz. De-a lungul istoriei lor, rulmenții, au fost confecționați din diverse materiale incluzând nulla, safirul, sticlă, fierul, bronzul și alte metale și plasticuri..gx.nylon, ulpolyoxymethylene⁠(d),ul⁠(d)null,ulansiHMWPE⁠(d)) care sunt folosite astăzi.
Producătorii de ceasuri făuresc ceasuri "bijuterie" folosind rulmenți cu safir neted pentru a reduce frecarea și astfel permițând pontajul mult mai precis.
Chiar și materialele fundamentale pot avea durabilitate bună. De exemplu, rulmenții din lemn încă pot fi văzuți astăzi la ceasuri vechi sau morile de apă unde apa furnizează rol de răcire și lubrifiere.

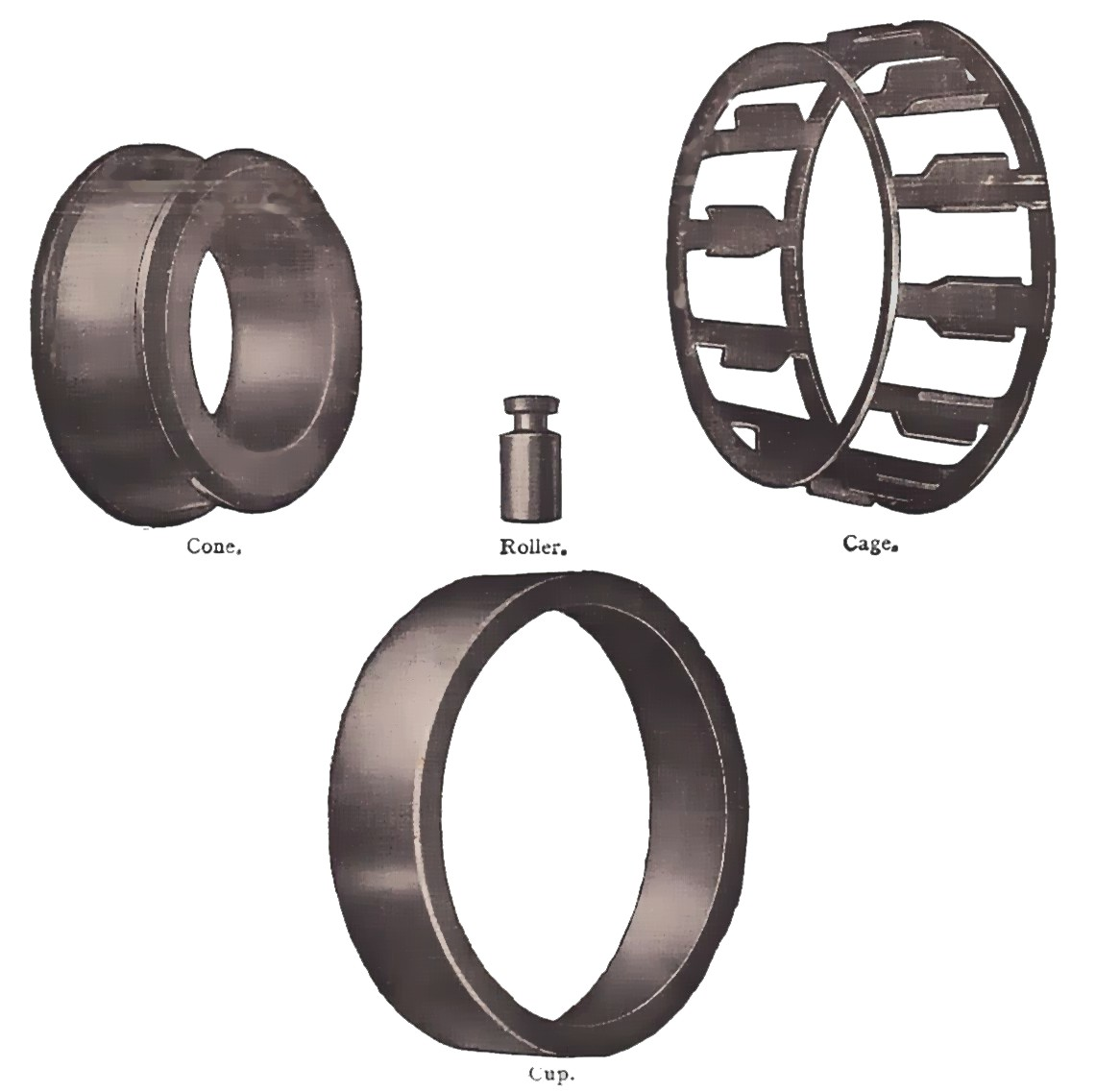
Rulmenți conici timpurii Timken cu roți dințate

Prima patentare pentru un stil radial al rulmentului cu bilă a fost acordată lui Jules Suriray⁠(d), un mecanic de biciclete parizian, la data de 3 august 1869. Rulmenții erau apoi potriviți pe bicicleta câștigătoare, pe care pedala James Moore⁠(d)în prima cursă de ciclism din lume,Paris-Rouen⁠(d), în Noiembrie 1869.
În 1883, Friedrich Fischer⁠(d), fondator al FAG, a dezvoltat o abordare pentru șlefuirea și buchisirea bilelor de dimensiuni egale și rotunjime exactă, prin intermediul unei mașini potrivite și a format fundația pentru crearea unei industrii independente de rulmenți.
Designul modern, ce se aliniază de la sine, de rulmenți cu bilăeste atribuit luiven Wingquist dinKF⁠(d) fabricant de rulmenți cu bilă în 1907, când i s-a decernat patentul suedez. 25406 pentru designul acestuia.
Henry Timken⁠(d), un vizionar al secolului al XIX-lea și inovator al fabricării de trăsuri, a patentat rulmentul cu role conice în 1898. Următorul an a fondat o companie pentru a produce inovațiile acestea ale sale. Peste un secol compania s-a extins la a produce rulmenți de toate tipurile, incluzând fierul de specialitate și o serie de produse și servicii înrudite.
Erich Franke a inventat și patentat Rulment axial pe cablu cu bilă⁠(d) în 1934. Acesta s-a concentrat pe designul unui rulment cu secțiune transversala cât de mică posibil ce ar fi putut fi integrată în designul implicit. După al doilea război mondial acesta a fondat, împreună cu Gerhard Heydrich compania Franke & Heydrich KG (astăzi Franke GmbH) pentru a stimula evoluția și producția de rulmenți axiali pe cablu cu bilă.
Richard Stribeck a efectuat o cercetare extinsă  legată de rulmenții cu bila de fier și a identificat metalurgia celor mai des utilizate 100Cr6 (AISI 52100)  dovedindu-se coeficient al fricțiunii ca funcție a presiunii.
Proiectat în 1968 și patentat mai târziu, în 1972, co-fondatorul Bud Wisecarver al Bishop-Wisecarver a creat roțile de ghidaj cu rulment V de canelură, un tip de rulment cu mișcare liniară constând în unghi V de 90 de grade, atât intern cât și extern.
La începutul anilor 1980, fondatorul Pacific Bearing, Robert Schroeder, a inventat primul rulment bi-material a cărui dimensiune permitea interschimbul cu rulmenții cu bile liniare. Acest rulment avea o carcasă din metal (aluminiu, fier sau oțel inoxidabil) și un strat de material pe bază de teflon conectate printr-un strat adeziv subțire.
Rulmenții cu bilă sau rolă de astăzi sunt folosiți în multe aplicații ce includ o componentă rotativă. Exemplele includ rulmenții ultra-rapizi din burghiele dentare,rulmenți aerospațiali⁠(d) în Mars Rover, cutii de viteze și rulmenți cu bilă la automobile, rulment radial cu role butoi în sistemele de aliniere optică, butucuri de bicicletă și rulmenți de aer⁠(d) folosiți în Mașinăriile de măsurat coordonate⁠(d).

## Generalități
De departe, cel mai comun rulment este rulmentul plan⁠(d), un rulment ce folosește suprafețele aflate în contact, deseori cu un lubrifiant de ulei sau grafit. Un rulment plan poate fi sau nu un dispozitiv discret. Ar putea fi nimic mai mult decât suprafața de contact⁠(d) a unei găuri cu un ax trecând prin aceasta sau a unei suprafețe plane ce o susține(bear) pe cealaltă (în aceste cazuri, nu este un dispozitiv discret); sau poate fi un strat de suprafață metalică fie fuzionată cu un substrat (semi-discret) sau sub formă de manșon separabil (discret). Cu lubrifiere corespunzătoare, rulmenții plani oferă deseori acuratețe acceptabilă pe deplin, durată de viață și fricțiune la cost minim. De aceea este folosit pe o scară largă.
Cu toate acestea, există multe aplicații în care rulmenți mult mai adecvați pot îmbunătăți eficiența, acuratețea, intervalele de service, fiabilitatea, viteza operațiunilor, dimensiunea, greutatea și costul achiziționării și operativității mașinăriilor.
Așadar, există multe tipuri de rulmenți, cu variate forme, materiale, lubrifiere, principiu de lucru și așa mai departe.

## Tipuri

Animația unui rulment cu rostogolire (fără carcasă). Inelul intern se rotește, iar cel extern este staționar.

Sunt cel putin 6 tipuri comune de rulmenți, fiecare acționând pe principii diferite:
- Rulment plan, cunoscut de asemenea pentru stilurile specifice: bucșa izolantă, journal bearing, sleeve bearing, rifle bearing
- Rulment cu element rulant cum ar fi rulment cu bile sau cu role
- Rulment bijuterie, în care încărcătura este purtată de un ax rotativ ușor descentrat
- Rulment fluid, în care încărcătura este purtată de un gaz sau lichid
- Rulment magnetic, în care încărcătura este purtată de un câmp magnetic
- Rulment prin flexiune, în care mișcarea este suportată de un element de încărcătura care se îndoaie.
- Rulment pe aer, în care încărcătura este purtată de presiunea aerului.

## Mișcările
Mișcările permise de rulmenți sunt:
- rotație axială ex. rotație a axului
- mișcare liniară ex. sertar
- rotație sferică ex. articulație sferică și soclu
- mișcare de pivotare (balama) ex. ușă, umăr, genunchi

## Fricțiune
Reducerea fricțiunii la rulmenți este de asemenea importantă pentru eficiență, pentru a reduce uzura și pentru a facilita utilitatea îndelungată la viteze mari și pentru a evita supraîncălzirea și defecțiunea prematură a rulmentului. În esență, un rulment poate reduce fricțiunea prin formă sau materialul din care este confecționat sau prin introducerea și includerea unui fluid între suprafețe sau la suprafețele de separare cu un câmp electromagnetic.
- Prin formă, dobândește avantaj prin utilizarea sferelor sau a rolelor⁠(d), sau prin formarea de rulmenți de flexiune.
- Prin material, speculează natura materialului folosit la rulment. (Un exemplu ar fi utilizarea plasticurilor cu fricțiune mică la suprafețe.)
- Prin fluid, speculează vâscozitatea scăzută din stratul unui fluid, asemenea lubrifianților sau a unor medii presurizate pentru a nu permite celor două părți solide să se atingă sau pentru a reduce forța normală dintre acestea.
- Prin câmpuri, speculează câmpurile electromagnetice, asemenea celor magnetice, pentru a împiedica părțile solide să se atingă.
- "Air pressure" speculează presiunea aerului pentru a împiedica părțile solide să se atingă.

Combinații ale acestora pot chiar fi implicate în același rulment. Un exemplu este carcasa făcuta din plastic ce separa bilele/rolele, fapt ce reduce fricțiunea în funcție de formă și finisaj.

## Sarcini
Rulmenții variază foarte mult în funcție de dimensiuni și direcție a forțelor pe care aceștia le pot suporta.
Forțele pot fi predominant radiale, axiale (rulment axial⁠(d)) sau momentele de îndoire perpendiculare pe axa principală.

## Viteze
Rulmenții au limite de viteze de operare diferite. Viteza este de obicei specificată ca viteze maxime de suprafață relative, des specificate în ft/s sau m/s. Rulmenții rotaționali, descriu randamentul în termeni DN unde D înseamnă diametru (în mm) rulmentului și N rata de rotații în revoluții/minut.
În general există suprapunere considerabilă de gamă de viteze între tipurile de rulmenți. Rulmenții plani operează de obicei doar viteze scăzute, elementele cu rulment cu role suportând viteze mai mari, urmate de rulmenții cu fluid și câmp magnetic, care sunt limitați în cele din urmă de forța centripetă ce depășește rezistența materialului.

## Jocul
Unele aplicații aplică rulmenților încărcător din diferite direcții și acceptă un joc limitat sau "pierdere" a rulmentului. De exemplu, pentru un ax de 10 mm într-o gaură de 12 mm, gaura are joc de 2 mm.
Jocul admisibil variază foarte mult în funcție de utilizare. De exemplu, o roabă suportă încărcături radiale și axiale. Încărcăturile axiale pot avea sute de newtoni forța stângă sau dreaptă și este de obicei acceptabil ca roata să se clatine până în 10 mm sub încărcătura fluctuantă. În contrast, un strung poate poziționa unealta de tăiere ka ±0.02 mm folosind un șurub cu bilă de plumb ținut de rulmenți rotativi. Rulmenții suportă încărcături axiale de sute de newtoni în orice direcție, și trebuie să țină șurubul cu bila de plumb la ±0.002 mm de-a lungul gamei de încărcături.

## Rigiditate
O sursă secundară de mișcare este elasticitatea rulmentului propriu-zis. De exemplu, bilele dintr-un rulment sunt ca plasticul tare, iar sub încărcătura maximă se pot deforma de la forma rotundă la una ușor turtită. Cursa este de asemenea elastică și dezvoltă o ușoară adâncitură când bila presează pe ea.
Duritatea rulmentului este modul în care distanța dintre părțile separate de rulment variază sub încărcătura aplicată. La rulmenți cu elemente rulante, acest factor se datorează tensiunii bilelor și cursei. Cu rulmenții cu fluid se datorează variației de presiune din breșă. (cu încărcătura corectă, rulmenții cu lichid sunt mai rigizi decât cei cu elemente rulante).

## Durata de viață
Rulmenți magnetici și cu fluid
Rulmenții magnetici și cu fluid pot avea practic durata de viață nedefinită. În practică, exista rulmenți cu fluid ce suporta încărcături mari în centrale hidroelectrice ce sunt în folosință aproape continuă din aproximativ 1900 și care nu arată semne de uzură.
Rulmenți cu elemente rulante
Durata de viață a acestora este determinată de încărcătură, temperatură, mentenanță, lubrifiere, defectele materialului, contaminare, manipulare, instalare și alți factori. Acești factori pot avea individual un efect semnificativ în durata de viață a rulmentului. De exemplu, durata de viață a rulmentului într-o aplicație a fost extinsă foarte mult schimbând modul în care rulmenții erau depozitați înainte de instalare și punere în funcțiune, întrucât vibrațiile din timpul depozitării cauzau căderea lubrifiantului chiar și când singura încărcătură de pe rulment era propria-i greutate.  Dauna rezultată este deseori repaus fals⁠(d).  Durata de viață a rulmenților este statistică: mai multe mostre ale unui anumit tip de rulment vor arăta o distribuție normală a duratei de viață, iar puține mostre vor arăta durata de viață mai îndelungată sau mai scurtă. Această durată de viață variază pentru că structura microscopică și contaminarea variază foarte mult chiar și atunci când microscopic, par identice.

### L10 durata de viață
Rulmenții sunt deseori înscriși ca oferind o durată de viață "L10" (în afara USA, se poate referi la "B10" ). Aceasta este durata de viață la care 10% dintre rulmenții din aplicația respectivă se așteaptă să eșueze din cauza clasicii oboseli (și nu alt mod de eșec cum ar fi lipsa de lubrifiere, montaj greșit etc.) sau alternativ, durata de viață la care 90% dintre rulmenți încă operează. Durata de viață L10 a unui rulment este teoretică și poate să nu fie durata de viață exacta a rulmentului. Rulmenții sunt de asemenea evaluați folosind C0 (încărcătura statică) ca valoare. Acesta este modul de bază de evaluare, ca referință și nu o valoare concretă a încărcăturii.
Rulmenți plani
Pentru aceștia, unele materiale oferă o durată de viață mai îndelungată decât altele. Unele ceasuri ale lui John Harrison încă funcționează după sute de ani datorită lignum vitae⁠(d) lemn implicat în construcția acestora, unde ceasurile metalice ale acestuia rareori funcționează datorită uzurii potențiale.
Rulmenți prin încovoiere
Se bazează pe proprietățile plastice ale materialului. Acestea îndoaie o bucată de material în mod repetat. Unele materiale se uzează după câteva cicluri, chiar și la încărcături joase, dar selecția atentă de material și design al rulmentului poate rezulta în durata de viață nedefinită.
Rulmenți cu durata de viață scurtă
Deși durata de viață lungă este deseori dorită, câteodată nu este necesară. Tedric A. Harris descrie un rulment pentru o pompă de oxigen de la un motor de rachetă care a oferit mai multe ore de viață, cu mult în exces față de zecile de minute necesare.

### Factori externi
Durata de viață a rulmenților este afectată de multiplii parametrii ce nu sunt controlați de producători. De exemplu, montarea, temperatura, expunerea la mediul înconjurător, puritatea lubrifiantului și curenții electrici ce îi parcurg⁠(d) etc.
Temperatura și structura micro-suprafeței vor determina cantitatea de fricțiune la contactul dintre părțile solide.
Anumite elemente și câmpuri reduc fricțiunea, în timp ce cresc vitezele.
Rezistența și mobilitatea ajută la determinarea cantității de încărcătură pe care tipul de rulment o poate purta.
Factori de aliniere pot juca rol în uzură și rupere, și totuși se pot corecta cu ajutorul semnalizării pe computer și non-frecarea tipurilor de rulmenți, ca de exemplu levitație magnetică și presiunea câmpului de aer.

## Întreținere și lubrifiere
O multitudine de rulmenți necesită mentenanță periodică pentru a preveni eșecul prematur, dar alți rulmenți necesită foarte puțină atenție. Acestea din urmă includ diferite tipuri de fluide și rulmenți magnetici, precum și rulmenți cu elemente de rulare, care sunt descrise cu termenii inclusiv rulment sigilat și sigilat pe viață. Acestea conțin garnituri⁠(d) pentru a îndepărta murdăria și unsoarea. Funcționează cu succes în multe aplicații, oferind operare fără întreținere. Unele aplicații nu le pot utiliza în mod eficient.
Rulmenți ne-sigilați au adesea o potrivire cu unsoare⁠(d), pentru lubrifierea periodică cu un pistol cu unsoare⁠(d), sau o cană de ulei pentru umplerea periodică cu ulei. Înainte de 1970, rulmenții sigilați nu erau întâlniți la cele mai multe mașini, și ungere și gresare erau activități mai frecvente decât sunt astăzi. De exemplu, șasiul auto obișnuia să "lubrifieze" aproape la fel de des ca schimbarea uleiului de motor, dar șasiul mașinilor de astăzi sunt, de regulă sigilate pe viață. De la sfârșitul anilor 1700, până prin mijlocul anilor 1900, industria s-a bazat foarte mult pe muncitori numiți oilers⁠(d)  pentru a lubrifia frecvent utilaje cu doze de ulei⁠(d).
Mașinile de fabrică de astăzi au de obicei sisteme de ungere, în care o pompă centrală servește ungeri periodice de ulei sau grăsime de la un rezervor prin linii de lubrifiant la diversele puncte de ungere în suprafețe de lagăr⁠(d) ale aparatului, axul scurt, lagăr principal, și așa mai departe. Momentul și numărul de astfel de cicluri de ungere este controlată de partea computerizata a mașinăriei, cum ar fi PLC sau CNC, precum și prin funcții manuale suprascrise ocazional, când este necesar. Acest proces automatizat este modul în care sunt lubrifiate toate mașini-uneltele⁠(d) moderne CNC și multe alte mașini de industriale moderne. Sistemele de lubrifiere similare sunt de asemenea, utilizate pe mașini ne-automate, caz în care există o pompă de mână⁠(d) la care un operator ar trebui să pompeze o dată pe zi (pentru utilizare constantă) sau o dată pe săptămână. Acestea sunt numite sisteme de one-shot de la punctul lor de vânzare: o tragere de un mâner pentru a lubrifia întreaga mașină, în loc de o duzină de pompări la un tun alemite sau ulei turnat într-o duzină de diferite poziții în jurul mașinii.
Sistemul de ungere din interiorul unui motor de automobil sau de camion modern este un concept similar cu sistemele de lubrifiere menționate mai sus, cu excepția faptului că uleiul este pompat continuu. O mare parte din acest ulei se scurge prin pasaje găurite sau turnate în blocul motor și capetele cilindrului, scăpând prin porturi direct pe rulmenți, și stropind altă parte pentru a oferi o baie de ulei. Pompa de ulei, pur și simplu pompează în mod constant, iar orice exces de ulei pompat scapă continuu printr-o supapă de ieșire în gura de colectare.
Multe lagăre din marile cicluri de operațiuni industriale necesită lubrifiere periodică și curățire, iar altele necesită ajustare ocazională, cum ar fi ajustarea pre-definită, pentru a minimiza efectele de uzură.
Durata de viață a rulmenților este adeseori mult mai bună dacă se păstrează curat și lubrifiat. Însă multe aplicații fac dificilă o bună mentenanță. De exemplu, rulmenții dintr-o bandă rulantă de la un zdrobitor de pietresunt expuși în mod continuu la particule dure, abrazive. Curățarea este aproape inutilă, deoarece este scumpă și rulmenții se vor contamina imediat ce banda va reporni. Deși, o mentenanță potrivită ar putea lubrifia rulmenșii frecvent, dar ar putea să nu includă dezasamblarea pentru curățare. Lubrifierea frecventă, prin natura sa, oferă o curățare limitată, prin dislocarea uleiului și grăsimii vechi (pline cu pietriș) cu o încărcătură proaspătă, dar prin care va colecta de asemenea pietriș înainte de a fi dislocată de celălalt ciclu.

### Detectarea avariei cursei exterioare a rulmentului cu element rulant
Format:Unsourced section
Rulmenții cu element rulant sunt vast folosiți în industrie astăzi și decimentenanță acestora devine o sarcină importantă pentru profesioniști. Acest tip de rulmenți se uzează din cauza contactului metal-metal, ceea ce creează avarie în cursa exterioară, interioară și la bilă. Este de asemenea o componentă foarte vulnerabilă deoarece este deseori sub încărcătura mare și la viteze mari. Diagnostice⁠(d) regulate ale avariilor rulmenților de acest tip sunt critice pentru siguranța industrială și operațiuni ale mașinăriilor împreună cu reducerea costului de întreținere sau reducerea timpului de oprire. În domeniul cursei exterioare, interioare și a bilei, cursa exterioara tinde să fie mai vulnerabilă la avarii și defecte.
Rămâne însă spațiu pentru a discuta dacă elementul rulant provoacă frecvențe naturale⁠(d) ale rulmentului când trece prin avaria cursei exterioare. Așadar trebuie să identificăm frecvența naturală a cursei exterioare și armonica⁠(d) acesteia. Defectele rulmentului creează impulsuri și rezultă armonice puternice ale frecvenței de defect în spectrul de vibrație al semnalelor. Aceste frecvențe de defect sunt uneori mascate de frecvențele adiacente din spectru datorită energiei lor mici. Așadar, o rezoluție spectrală foarte ridicată este deseori necesară pentru a identifica aceste frecvențe în timpul analizei transformata Fourier rapidă⁠(d). Frecvențele naturale⁠(d) ale rulmentului cu element rulant în condiții de lipsă a granițelor este 3 kHz. De aceea, pentru a putea utiliza lungimea de bandă a rezonanței acestui element pentru a detecta avaria într-un stagiu inițial, un accelerometrude frecvența înaltă este necesar, iar date de pe o durată îndelungată trebuiesc înregistrate. Frecvența caracteristică a unui defect poate fi identificată doar când defectul este foarte sever, cum ar fi o gaură în cursa exterioară. Aonics ele frecvenței defectului este un indicat mult mai sensibil a defectului cursei exterioare. Pentru o detectare mult mai riguroasă a defectelora⁠(d)undaSpectru (fizică) lnsinpliculsunt tehnici ce vor ajuta la descoperirea acestor defecte. Cu toate acestea, dacă o modulație⁠(d)de înaltă frecvență este folosită în analiza plic, pentru a detecta frecvența caracteristică a rulmentului defect, profesioniștii în mentenanță trebuie să abordeze o analiză mai riguroasă datorită rezonanței sau ar putea să nu conțină frecvența respectivei componente avariate.
Folosind analiza spectrală ca o unealtă pentru a identifica defectele rulmenților, se întâmpină provocări datorită problemelor de genul: energie slabă, petele de semnal, cyclostaționaritate⁠(d) etc. Rezoluția înaltă este deseori dorită pentru a diferenția frecvența componentelor avariate de celelalte amplitudini înalte adiacente. Așadar, când semnalul este generat prin analiza transformata Fourier rapidă⁠(d), lungimea mostrei trebuie să fie îndeajuns încât să ofere frecvențe adecvate rezoluției în spectru. De asemenea, păstrând timpul de calcul și memoria între limite și evitând tehnici de calcul⁠(d)greșite, pot fi necesare. Însă o rezoluție minimă a frecvenței necesare poate fi obținută estimând frecvențele rulmentului avariat și alte frecvențe de vibrație ale componentelor și armonica acestora datorate vitezei axului, alinierii greșite, frecvența liniei, cutia de viteze etc.

### Ticsirea
Unii rulmenți folosesc grăsime⁠(d) mai vâscoasă pentru lubrifiere, care este împinsă în spațiile dintre suprafețele rulmentului, cunoscut sub numele de ticsire. Grăsimea este ținută în loc de către plastic, piele sau garnitură (de asemenea numită glandă) ce acoperă marginile din interiorul și exteriorul cursei rulmentului pentru a nu permite grăsimii să iasă.
Rulmenții trebuiesc de asemenea ticsiți și cu alte materiale. Istoria arată ca roțile de la mașinile pe șine foloseau rulmenți cu manșon ticsiți cu deșeuri sau resturi libere de bumbac sau fibră de lână îmbibate în ulei, folosite apoi ca tampoane solide de bumbac.

### Uleierea inelului
Pentru mai multe detalii despre acest subiect, vedeți Ring oiler.
Rulmenții pot fi lubrifiați la inelul de metal care se rotește liber în centrul axului. Inelul se ține de camera ce conține ulei de lubrifiere. Pe măsura ce rulmentul se rotește, adeziunea vâscoasă trage uleiul spre inel către ax, unde uleiul migrează în rulment pentru a îl lubrifia. Uleiul în exces este aruncat și colectat din nou în baia de ulei.

### Lubrifiere prin stropire
Unele mașinării conțin un depozit de lubrifiant la bază, cu angrenaje parțial imersate în lichid sau manivele care pot balansa în depozite în timp ce aparatul funcționează. Roțile care se învârt aruncă uleiul în aer și în jurul lor, în timp ce manivelele lovesc la suprafața uleiului, stropind aleatoriu în interiorul suprafețelor motorului. Unele motoare prin combustie internă conțin în mod specific roți aruncătoare ce aruncă la întâmplare ulei pe interiorul mecanismului.

### Lubrifiere prin presiune
Pentru lubrifierea mașinăriilor cu viteze și puteri mari, pierderile de lubrifiat pot rezulta în supra-încălzirea și avarierea rulmenților datorită fricțiunii. De asemenea, în medii murdare, uleiul se poate contamina cu praf și rămășițe care cresc fricțiunea. În aceste aplicații, o rezervă nouă de lubrifiant poate fi aprovizionată în mod continuu rulmentului și tuturor suprafețelor în contact, iar cel în exces poate fi colectat pentru filtrare, răcire și, posibil, refolosire. Această metodă este folosită în mod obișnuit în marea și complexa arie a motoarelor cu combustie internă în părți ale motorului în care lubrifierea prin stropire nu poate ajunge, cum ar fi în ansamblele valvelor supra-încălzite. Turbochargere de mari viteze de asemenea necesită un sistem de lubrifiere prin presiune pentru a răci rulmenții și pentru a-i proteja de la ardere datorită căldurii de la turbină.

## Tipuri
Sunt foarte multe tipuri diferite de rulmenți. Noile versiuni au designuri mai permisive și sunt sub dezvoltare și testare, vor reduce fricțiunea, vor mări încărcătura suportată și vor mari momentumul implicit și viteza.
| Tipul | Descriere | Fricțiune | Rigiditate†                                                                         | Viteza                                                                      | Durata de viață | Note |
| --- | --- | --- | ----------------------------------------------------------------------------------- | --------------------------------------------------------------------------- | --- | --- |
| Rulment plan⁠(d) | Suprafețe în fricțiune, de obicei cu lubrifiere, unele folosesc lubrifiant pompat și se comportă similar cu rulmenții cu fluid. | Depinde de material și construcție, PTFE are coeficient de fricțiune ~0.05-0.35, depinzând de filtrele adăugate                                                                              | uzura celor bine aprovizionate este scăzută, dar o mică flexibilitate este prezentă | de la mică la foarte mare                                                   | scăzută către foarte ridicată, depinde de aplicație și lubrifiere                                                         | Vast folosită, fricțiune relativ ridicată, suferă de sticțiune⁠(d) în unele aplicații. În funcție de aplicație, durata de viață poate fi mai mare sau mai mică decât a celor cu element rulant. |
| Rulment cu element rulant⁠(d) | Bile sau role sunt folosite pentru a preveni sau minimiza fricțiunea                                                            | Coeficientul de rulare al fricțiunii cu fierul poate fi ~0.005 (adăugând rezistența datorită sigiliilor, grăsimilor ticsite, preîncărcare și nealinierea pot mari fricțiunea până la 0.125)  | Bună, dar o mică flexibilitate este prezentă                                        | Moderată către mare (deseori necesită răcire)                               | Moderată către mare (depinde de lubrifiere, deseori necesită mentenanță)                                                  | Folosită pentru încărcături cu moment mai mare decât a celor cu fricțiune mai mică |
| Rulment bijuterie⁠(d) | Rulment descentrat în așezare                                                                                                   | Scăzută | Scăzută datorită flexiunii                                                          | Scăzută                                                                     | Adecvată (necesită mentenanță)                                                                                            | În mare parte folosită cu încărcături scăzute, munca cu precizie ridicată ca de exemplu ceasornicărie. Rulmenții bijuterie pot fi foarte mici.                                                 |
| Rulment lichid⁠(d) | Fluidul este forțat între doua fețe și ținut de sigiliul de pe margine                                                          | Zero fricțiune la zero viteză, scăzută | Foarte mare                                                                         | Foarte mare (de obicei limitată la câteva sute de ft/secunda at/by sigiliu) | Virtual infinită în unele aplicații, s-ar putea uza în startup/shutdown în unele cazuri. Deseori întreținere neglijabilă. | Se poate avaria repede datorită pietrișului sau prafului sau altor contaminanți. Nu necesită mentenanță la uz continuu. Poate face față încărcăturilor mari cu fricțiune redusă.               |
| Rulmenți magnetici | Fețele rulmentului sunt separate prin magnetism (electromagneți sau nulls)                                                      | Zero fricțiune la zero viteză, dar putere constantă de levitare, curenți eddy sunt deseori induși când apare mișcarea, dar poate să nu fie neglijabil dacă câmpul magnetic este cvasi-static | Scăzută                                                                             | Nici o limită practică                                                      | Nedefinită. Nu necesită mentenanță ( cu electromagneți)                                                                   | Rulmenți magnetici activi (AMB) necesită putere considerabilă. Rulmenții electrodinamici (EDB) nu necesită putere externă.                                                                     |
| Rulmenți prin flexiune⁠(d) | Materialul flexează și îngreunează mișcarea                                                                                     | Foarte scăzută | Scăzută                                                                             | Foarte ridicată                                                             | Foarte ridicată sau scăzută în funcție de materiale și tensiune în aplicație. De obicei nu necesită îngrijire.            | Rază limitată de mișcare, nici o reacțiune, mișcare extrem de lină |
| †Rigiditatea este cantitatea cu care spațiul variază când încărcătura pe rulment se schimbă, este diferită de fricțiunea rulmentului. | | |                                                                                     |                                                                             | | |

!knife edge bearings

## Referinte
1. ↑  Merriam-Webster, „headwords "bearing" and "bear"”, Merriam-Webster's Collegiate Dictionary, online subscription version
2. 1 2  American Society of Mechanical Engineers (1906), Transactions of the American Society of Mechanical Engineers, 27, American Society of Mechanical Engineers, p. 441.
3. ↑  Bryan Bunch, The history of science and technology.
4. ↑  Steven Blake Shubert, Encyclopedia of the archaeology of ancient Egypt
5. ↑  Guran, Ardéshir; Rand, Richard H. (1997), Nonlinear dynamics, World Scientific, p. 178, ISBN 978-981-02-2982-5.
6. ↑  Purtell, John (1999/2001). Project Diana, chapter 10: http://nemiship.multiservers.com/nemi.htm Arhivat în 1 iulie 2010, la Wayback Machine.
7. ↑  Bearing Industry Timeline, accesat în 21 octombrie 2012.
8. ↑  Steve Skinner (19 iulie 2014), Hydraulic Fluid Power - A Historical Timeline (în engleză), Lulu.com, p. 10
9. ↑  Graham T. Smith (6 aprilie 2016), Machine Tool Metrology: An Industrial Handbook (în engleză), Springer, p. 127
10. ↑  „Double- Row Angular Contact Ball Bearings”.
11. ↑  „Bicycle History, Chronology of the Growth of Bicycling and the Development of Bicycle Technology by David Mozer”. Ibike.org. Accesat în 30 septembrie 2013.
12. ↑  R. Stribeck, Kugellager für beliebige Belastungen Zeitschrift des Vereins Deutscher Ingenieure, 1901, Nr. 3, Band 45, p. 73-79
13. ↑  N.N. (R. Stribeck), Kugellager (ball bearings), Glasers Annalen für Gewerbe und Bauwesen, 1901, No. 577, p. 2-9, Published 01. July 1901
14. ↑  A. Martens, Schmieröluntersuchungen (Investigations on oils) Part I: Mitteilungen aus den Königlichen technischen Versuchsanstalten zu Berlin, Ergänzungsheft III 1888, p. 1-37, Verlag von Julius Springer, Berlin and Part II: Mitteilungen aus den Königlichen technischen Versuchsanstalten zu Berlin, Ergänzungsheft V, 1889, p. 1-57, Verlag von Julius Springer, Berlin, (Note: These files can be downloaded from the website of BAM: http://www.bam.de/de/ueber_uns/geschichte/adolf_martens.htm Arhivat în 25 februarie 2012, la Wayback Machine.)
15. ↑  Machine Design⁠(d) (2007), Did You Know: Bud Wisecarver (PDF), Machine Design, p. 1.
16. ↑  „Design News Magazine - July 1995”.[nefuncțională]
17. 1 2  Harris, Tedric A. (2000). Rolling Bearing Analysis (ed. 4th). Wiley-Interscience. ISBN 0-471-35457-0.
18. ↑  White, John H. (1985) [1978]. The American Railroad Passenger Car [Vagonul american de călători] (în engleză). 2. Baltimore, Maryland: Johns Hopkins University Press. p. 518. ISBN 978-0-8018-2747-1.
19. ↑  Steam Power Plant Engineering, by George Frederick Gebhardt, published by J. Wiley & sons, Incorporated, 1917, p 791 Google Books scanned ref
20. ↑  The gasoline automobile, George William Hobbs b. 1887, Ben George Elliott, Earl Lester Consoliver, University of Wisconsin. University Extension Division, McGraw-Hill Book Company, Inc., 1919 - 483 pages, pp 111-114 Google Books scanned ref
21. ↑  Pressure Lubricating Characteristics, by Paul Dumas, Motor age, Volume 42, Class Journal Co., 14 Sep 1922 Google Books scanned ref

## Legături externe
- Comprehensive review on bearings, University of Cambridge
- A glossary of bearing terms
- How bearings work
- bearing Arhivat în 15 aprilie 2016, la Wayback Machine.
- Bearing lubricants
- Early bearing failure detection
- How to measure a bearing
- Choosing the correct bearing type
- Kinematic Models for Design Digital Library (KMODDL) - Filme si imagini de la sute de modele de sisteme mecanice in functionare la Universitatea Cornell. Include de asemenea un e-book library de texte clasice pe tema designului mecanic si a ingineriei.
- Types of bearings, Cambridge University